# 라파스 (온두라스)
라파스(스페인어: La Paz)는 온두라스의 도시로 라파스 주의 주도이며 인구는 41,250명(2010년 기준)이다.